# John Perry (amiral)
Pour les articles homonymes, voir John Perry.
John Perry ou John Richard Perry (né le 24 mai 1899 et mort le 25 septembre 1955) est un officier de la marine militaire américaine, l'US Navy. Il sert pendant et après la Seconde Guerre mondiale.

## Biographie
Perry est né à Waco, au Texas. Il s'engage dans la Marine pour servir pendant la Première Guerre mondiale, puis entre à l'Académie navale et est nommé enseigne le 8 juin 1923. Après avoir servi sur le destroyer USS Marcus, il obtient une maîtrise en génie civil à l'Institut polytechnique Rensselaer. Il sert ensuite au Bureau of Yards and Docks à Cuba, dans la région des Grands Lacs, en Floride et aux Philippines. Il retourne au Bureau of Yards and Docks en 1938 et devint directeur de l'administration et du personnel en 1941. À ce poste, il accomplit ses tâches avec une telle compétence qu'il est décoré de la Legion of Merit pour son initiative remarquable et son excellent jugement dans le recrutement, l'organisation, l'entraînement, l'équipement et la répartition des bataillons de construction de la Marine sur les bases périphériques. En un an, il met à disposition quelque 70 000 hommes pour servir sur le terrain, constituant un élément essentiel de l'organisation militaire américaine pendant la Seconde Guerre mondiale.
En 1944, Perry devient officier responsable de la 2e Naval Construction Brigade, avec une mission supplémentaire au sein de l'état-major du commandant des forces de service de la flotte américaine du Pacifique. L'année suivante, il devient également commandant des troupes de construction de la 7e flotte. Il reçoit une deuxième  Legion of Merit pour avoir transformé la région de Leyte-Samar en une grande base navale, la base navale de Leyte-Samar, et pour avoir contribué à la planification et à la construction d'une base aérienne, de pistes d'atterrissage, d'un hôpital de la flotte, de la station de réception de la marine à Tubabao, d'un dépôt de ravitaillement de la marine, d'un dépôt de munitions et d'une base de réparation navale à Manicani. Grâce à son ingéniosité en ingénierie, il améliore considérablement les installations de transport, les installations sanitaires et les conduites d'eau, les lignes de communication, les logements, les entrepôts et les décharges, les installations portuaires et les opérations de dragage.

## Famille
Le 7 juin 2009, Dateline NBC diffuse un épisode consacré au fils de Perry, John Perry Jr. escroc de longue date, Perry s'est fait passer pour un rear admiral à la retraite et a reçu la Navy Cross, la Purple Heart, la Navy Distinguished Service Medal et la Medal of Honor. Il est condamné en 1990 pour tentative de meurtre sur sa femme de l'époque afin de dissimuler sa tromperie.